# بلين الشمالية
بلين الشمالية هي مدينة من مدن هايتي. يبلغ عدد سكانها 28,544 نسمة وذلك حسب إحصائيات سنة 2003. يبلغ ارتفاع المدينة عن سطح البحر قرابة 6 متر.

## أعلام
- جان جاك ديسالين
- بيرمان ستيفيرني